# Lågøya (Frogn)
Lågøya est une île de la commune de Frogn, dans le comté d'Akershus en Norvège.

## Description
L'île de 0,13 km2 est située dans la partie nord du détroit de Drøbak dans l'Oslofjord intérieur. Elle est située au nord d'Håøya et d'Aspond.
L'île mesure d'environ 900 m de long dans le sens nord-sud. Elle a été développée avec des propriétés de loisirs, dont 21 chalets locatifs, avec un court de tennis et un hangar à bateaux. En avril 2022, La Fondation Sparebankstiftelsen DNB (en) a conclu un accord pour acheter l'île à Circle K.